# Alfred Eichmann

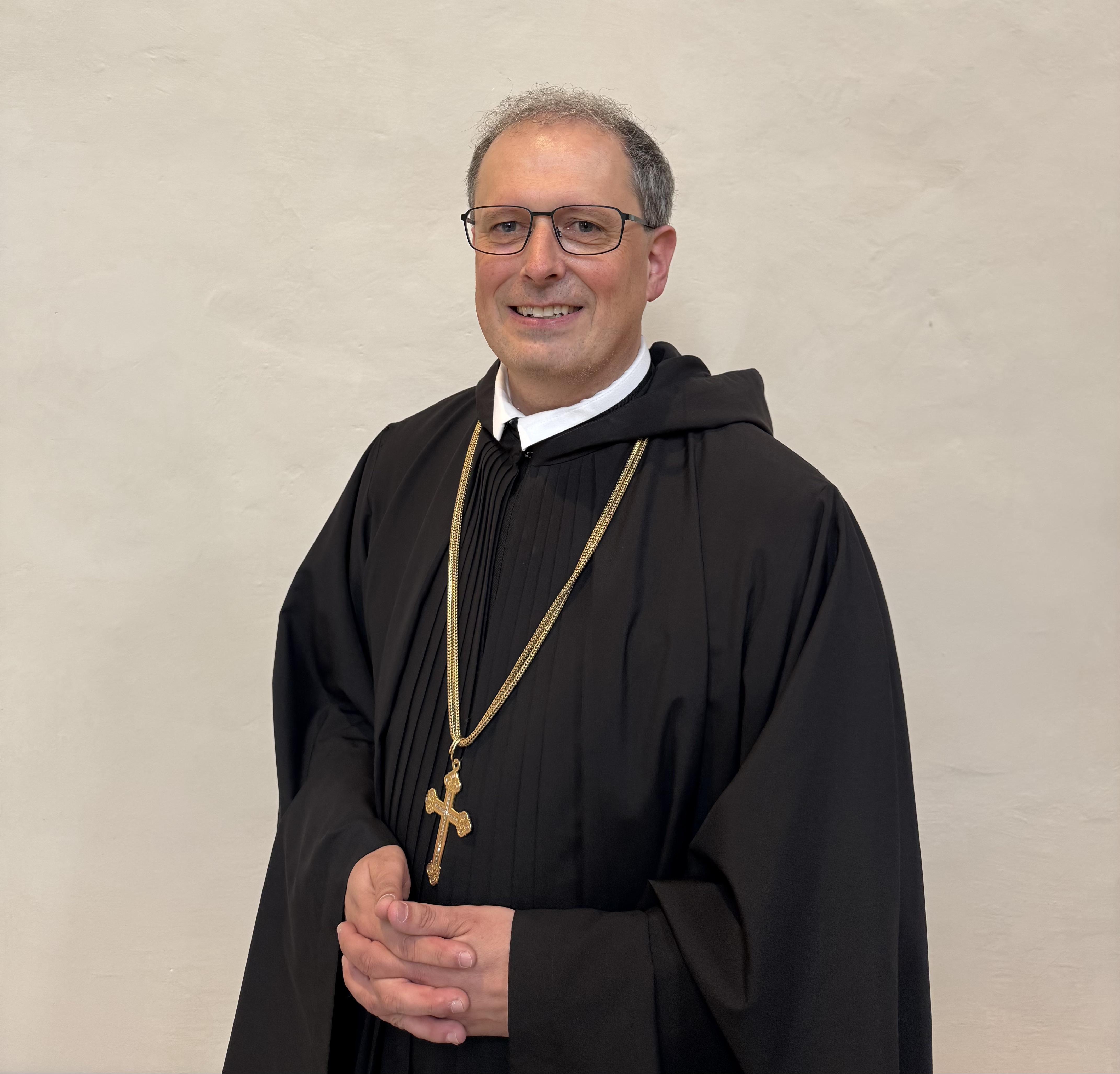
Abt Alfred Eichmann OSB (2025)

Alfred Eichmann OSB (* 18. Dezember 1975 in Friesach) ist ein österreichischer Benediktiner und Abt der Abtei St. Lambrecht.

## Leben
Geboren in Friesach/Kärnten, aufgewachsen in Mariahof/Steiermark, trat im Jahre 1995 als Novize in das Benediktinerstift St. Lambrecht ein. Seine zeitliche Profess legte er am 13. September 1996 ab, gefolgt von der ewigen Profess am 17. September 1999. Er wurde am 5. Juli 2002 in der Stiftskirche St. Lambrecht zum Priester geweiht.
Sein Theologiestudium absolvierte Abt Alfred Eichmann in Salzburg und Rom. Die Praktikums- und Kaplansjahre verbrachte er in Leoben und Bruck an der Mur. Nach mehrjähriger Tätigkeit als Seelsorger in Mariazell und Gusswerk ist er seit 2011 Pfarrer in Neumarkt und Zeutschach, in den Folgejahren auch in Perchau, Greith und Mariahof. Im Jahr 2021 wurde er zum Seelsorgeraumleiter-Stellvertreter und Pastoralverantwortlichen im Seelsorgeraum St. Lambrecht ernannt. Seit 2013 ist er zudem als Novizenmeister und Klerikermagister für die klösterliche Jugend verantwortlich.
Am 10. Juni 2025 wurde Alfred Eichmann von den Kapitularen der Benediktinerabtei St. Lambrecht für eine Amtszeit von 12 Jahren zum neuen Abt gewählt. „Wir danken allen, die mit uns verbunden sind, für das spürbare Wohlwollen und die Zusammenarbeit in vielen Bereichen und wir bitten herzlich um Ihr Gebet für unseren Abt“, so die Mönche von St. Lambrecht in einer ersten Stellungnahme nach der Abtwahl.  Die Wahl fand unter dem Vorsitz von Abtpräses Johannes Perkmann statt. Ihm zur Seite standen Abt Gerhard Hafner von Stift Admont und P. Daniel Sihorsch OSB, Mönch von Kremsmünster.  Eichmann tritt die Nachfolge von Abt Benedikt Plank an, der am 9. Juli 2025 sein 76. Lebensjahr vollendet und dessen Amtszeit gemäß den Satzungen der Österreichischen Benediktinerkongregation endet. Die Amtsübernahme erfolgte am 10. Juli 2025.